# Maurice Fredet
Pour les articles homonymes, voir Fredet.
Maurice Fredet, né le 9 février 1899 à Nantes (Loire-Inférieure) et mort le 18 mars 1962 à Chartres (Eure-et-Loir), est un homme politique français.

## Biographie
Après des études de médecine faites à Paris, Maurice Fredet exerce comme chirurgien à Chartres dans les années 1930. Il entame sa carrière politique en étant élu conseiller municipal de cette ville en 1935
Résistant, il participe à la libération de sa ville, ce qui lui vaut par la suite la croix de guerre.
En 1945, il retrouve le conseil municipal de Chartres et est réélu en 1947 et 1953.
L'année suivante, il est placé en deuxième position sur la liste de droite, menée par Pierre July, député sortant, pour l'élection de la deuxième assemblée constituante, mais n'est pas élu.
Mais en novembre 1946, la poussée de cette liste, soutenue par le Parti républicain de la liberté, lui permet d'obtenir un siège de député. Il siège naturellement au sein du groupe du PRL.
En 1949, il est élu conseiller général d'Eure-et-Loir, dans le canton de Chartres-Sud.
A l'assemblée, il défend d'abord les intérêts de l'agriculture céréalière, activité très importante dans son département. Mais il se consacre surtout aux questions de santé publique, qu'il connaît bien par sa profession. Il propose ainsi, dans un rapport rendu en décembre 1950, un grand système de collecte de sang.
Favorable au retour au scrutin d'arrondissement, il se prononce aussi contre la loi sur les apparentements, estimant qu'elle fausse le jugement des électeurs.
En 1951, la liste du PRL, où il figure toujours en deuxième position, reçoit le soutien du RPF gaulliste et renforce ses positions, ce qui permet à Fredet d'être réélu.
Membre du groupe des républicains indépendants, il est élu vice-président de la commission de la santé publique en 1953, et son activité parlementaire est toujours essentiellement consacrée à ces questions.
Si, sur la plupart des questions de politique nationale, il vote comme la majorité des élus de droite, il est nettement plus sceptique, voire opposé à la construction européenne, et plus encore au réarmement de l'Allemagne.
Lors des élections législatives de 1956, la liste menée par Pierre July subit une forte concurrence des poujadistes, et perd un de ses deux sièges. Maurice Fredet quitte donc l'assemblée nationale. Échouant lors de l'élection partielle organisée en mars 1956, il se consacre à son mandat de conseiller général et ne retrouve plus de responsabilités nationales.

## Détail des fonctions et des mandats
Mandats parlementaires
- 10 novembre 1946 - 4 juillet 1951 : député d'Eure-et-Loir ;
- 17 juin 1951 - 1er décembre 1955 : député d'Eure-et-Loir.